# Proces Joanny d’Arc (film)
Proces Joanny d’Arc (franc. Procès de Jeanne d’Arc) – francuski film historyczny z 1962 roku będący rekonstrukcją procesu Joanny d’Arc o czary wytoczonego przez Anglików w pierwszej połowie XV wieku. 

## Obsada
- Florence Delay – Joanna d’Arc
- Jean-Claude Fourneau – Biskup Cauchon
- Roger Honorat – Jean Beaupere
- Marc Jacquier – Jean Lemaitre
- Jean Gillibert – Jean de Chatillon
- Michel Herubel – Isambert de la Pierre, francuski mnich
- André Régnier – D'Estivet
- Arthur Le Bau – Jean Massieu
- Marcel Darbaud – Nicolas de Houppeville
- Philippe Dreux – Martin Ladvenu, francuski mnich
- Paul-Robert Mimet – Guillaume Erard
- Gérard Zingg – Jean-Lohier

## Nagrody i nominacje
15. Międzynarodowy Festiwal Filmowy w Cannes
- Nagroda Specjalna Jury (nominacja)
- Nagroda Katolickiego Biura Filmowego